# Бруно Мора
Бруно Мора (итал. Bruno Mora; 29. март 1937 — 10. децембар 1986) био је италијански фудбалер и тренер који је играо на позицији нападача.
Каријеру је почео у Сампдорији, да би касније био запажен у Јувентусу и Милану са којима је освајао титуле у Италији, али и у Европи. Каријеру је завршио у Парми. Био је у саставу Италије на Светском првенству 1962. где је постигао најбржи гол за Италију на Светском првенству.
Преминуо је у 50. години од рака стомака.

## Статистика каријере

### Репрезентативна
| Репрезентација | Година | Наступи | Голови |
| -------------- | ------ | ------- | ------ |
| Италија        | 1959   | 1       | 0      |
| Италија        | 1960   | 2       | 0      |
| Италија        | 1961   | 5       | 1      |
| Италија        | 1962   | 4       | 1      |
| Италија        | 1963   | 1       | 0      |
| Италија        | 1964   | 2       | 0      |
| Италија        | 1965   | 6       | 2      |
| Укупно         | Укупно | 21      | 4      |

### Голови за репрезентацију
| #  | Датум             | Противник  | Резултат | Такмичење                                |
| -- | ----------------- | ---------- | -------- | ---------------------------------------- |
| 1. | 15. јун 1961.     | Аргентина  | 4 : 1    | Пријатељска утакмица                     |
| 2. | 7. јун 1962.      | Швајцарска | 3 : 0    | Светско првенство 1962.                  |
| 3. | 1. новембар 1965. | Пољска     | 6 : 1    | Квалификације за Светско првенство 1966. |
| 4. | 7. децембар 1965. | Шкотска    | 3 : 0    | Квалификације за Светско првенство 1966. |

## Трофеји

### Клупски
Јувентус
- Серија А: 1960/61.

Милан
- Европски куп: 1962/63.
- Серија А: 1967/68.
- Куп Италије: 1966/67.

### Индивидуални
- Дворана славних ФК Милан[5]